# Somatidia waitei
Somatidia waitei är en skalbaggsart som beskrevs av Thomas Broun 1911. Somatidia waitei ingår i släktet Somatidia och familjen långhorningar. Inga underarter finns listade i Catalogue of Life.